# Tom Frantzen
Tom Frantzen, né le 16 novembre 1954 à Watermael-Boitsfort,, en région bruxelloise, est un sculpteur belge ayant son atelier à Duisburg, en Région flamande. Il est connu pour de nombreuses statues placées dans l'espace public, notamment Het Zinneke à Bruxelles, le Vaartkapoen à Molenbeek-Saint-Jean ou la fontaine Le Bandundu Water Jazz Band à Tervuren.

## Biographie
Adolescent, Tom Frantzen a dessiné pour la presse, notamment pour De Standaard et Pourquoi pas ?. Il étudie à l'École nationale supérieure des Arts visuels de La Cambre, sous le mentorat de Rik Poot. Il effectue ensuite un stage auprès d'un fondeur italien. Il crée sa propre fonderie qu'il utilisera jusqu'en 1990. 
Il a appris la technique de la cire perdue, que peu de gens maîtrisent encore. En 1977, après un apprentissage avec un Italien, Frantzen a construit sa propre fonderie, qui est restée en service jusqu'en 1990. Il a effectué des voyages d'études en France, en Allemagne, en Italie et aux États-Unis. Frantzen fait encore les travaux de façon traditionnelle, tels que le modelage, le moulage, le gaufrage et la patination, et tout cela à son domicile à Duisburg[réf. nécessaire].
Tom Frantzen décrit son style, caractérisé par la fantaisie et l'humour, comme « la Fantastique flamande contemporaine »[réf. nécessaire]. Il intègre des objets utilitaires et mécaniques dans les compositions. Les objets sont tout aussi importants que les éléments sculptés. Le passé et le futur forment un tout, les gens deviennent des animaux et vice versa. Il combine une dynamique spatiale avec des formes minimalistes et organiques. Dans son art public, il place des accents bien intégrés qui animent l'environnement existant. L'interactivité est un facteur important à cet égard. Pendant vingt ans, il a travaillé sur son « De Paden van de Waaienberg », son propre musée à ciel ouvert à Duisburg, où la nature et les images sont en parfaite symbiose. Son chef-d'œuvre est une statue de 14 mètres de long : « La Marche de la folie humaine »[réf. nécessaire].

## Œuvres
Les statues de Tom Frantzen sont souvent empreintes d'humour: « la Plaisanterie Bruxelloise » n'est jamais loin. Frantzen met un point d'honneur à intégrer pleinement ses images dans l'environnement. Il est un représentant important de la Fantastique flamande contemporaine. Ses œuvres, sont teintées d'humour et sont inspirées par le décor dans lequel elles vont évoluer.
|  | Titre de l’œuvre                                                        | Année     | Ville                          | Lieu                               |
|  | ----------------------------------------------------------------------- | --------- | ------------------------------ | ---------------------------------- |
|  | L'Ange purificateur (De zuiveringsengel)                                | 1984      | Gand, Belgique                 | Abbaye des Augustins               |
|  | Vaartkapoen                                                             | 1985      | Molenbeek-Saint-Jean, Belgique | Place Sainctelette                 |
|  | Ernest Claes & De Witte                                                 | 1985      | Montaigu-Zichem, Belgique      | Devant l'église Saint-Eustache     |
|  | Métaphore                                                               | 1990      | Hakone, Japon                  | Open Air Museum                    |
|  | Running Culture                                                         | 1991-1992 | Hakone, Japon                  | Open Air Museum                    |
|  | Ordre du louveteau (Orde van de welp)                                   | 1994      | Tervuren, Belgique             | Église Saint-Jean-l'Évangéliste    |
|  | The Congo I presume                                                     | 1997      | Tervuren, Belgique             | Parc de Tervuren                   |
|  | Monument de Jan Cornelis Van Rijswijck                                  | 1997-2006 | Anvers, Belgique               | Napoleonkaai, Port d'Anvers        |
|  | Het Zinneke                                                             | 1999      | Bruxelles, Belgique            | Rue des Chartreux                  |
|  | Madame Chapeau                                                          | 2000      | Bruxelles, Belgique            | Rue du Midi                        |
|  | Wannes van Lichtert                                                     | 2000      | Kasterlee, Belgique            | Lichtaert                          |
|  | Le Mariage                                                              | 2001      | Brugelette, Belgique           | Pairi Daiza                        |
|  | Sous le même ciel                                                       | 2004      | Woluwe-Saint-Pierre, Belgique  |                                    |
|  | Le Bandundu Water Jazz Band                                             | 2005      | Tervuren, Belgique             | Tervurenlaan                       |
|  | La Renaissance du rêve d'Icare (De renaissance van de droom van Icarus) | 2007      | Steenokkerzeel, Belgique       |                                    |
|  | Le premier rêve de Saint-Exupéry (De eerste droom van Saint-Exupéry)    | 2007      | Steenokkerzeel, Belgique       |                                    |
|  | Li Belle Hippo                                                          | 2009      | Tournai, Belgique              | Musée des Beaux-Arts de Tournai    |
|  | Les Acrobates (De acrobaten)                                            | 2012      | Anvers, Belgique               | Berchem                            |
|  | Le Musicien (De muzikant)                                               | 2012      | Tervuren, Belgique             | Markt                              |
|  | Le Saut                                                                 | 2014      | Steenokkerzeel, Belgique       | De Sterretjes                      |
|  | L'Atelier de peinture                                                   | 2015      | Tervuren, Belgique             | Kerkstraat                         |
|  | Pieter Bruegel                                                          | 2015      | Bruxelles, Belgique            | Place de la Chapelle               |
|  | Diable mangeant du riz au lait                                          | 2015      | Bruxelles, Belgique            | Église Notre-Dame de la Chapelle   |
|  | L'Âne et la fenêtre fermée                                              | 2015      | Bruxelles, Belgique            | Église Notre-Dame de la Chapelle   |
|  | L'Envol (statue de Jacques Brel)                                        | 2017      | Bruxelles, Belgique            | Place de la Vieille halle aux blés |
|  | De Pezzesnaaër                                                          | 2018      | Overijse, Belgique             | Duisburgsteenweg                   |
|  | Attendez-moi                                                            | 2018      | Troyes, France                 | Quais de Seine                     |
|  | Ribambelle joyeuse                                                      | 2018      | Troyes, France                 | Quais de Seine                     |
|  | Hergé                                                                   | 2019      | Louvain-la-Neuve, Belgique     | Musée Hergé                        |

Il existe également un jardin de sculptures, Les sentiers du Chatmikaze, ouvert au public, à Tervuren.